# Donnie Darko
Pour les articles homonymes, voir Darko.
Ne doit pas être confondu avec Donnie Brasco.
Série
Donnie Darko 2 : L'Héritage du sang
(2009)
Pour plus de détails, voir Fiche technique et Distribution.
Donnie Darko est un film fantastique américain écrit et réalisé par Richard Kelly, sorti en 2001.
Les thèmes principaux sont l'amour, le sacrifice, le voyage dans le temps et l'existentialisme. L'intrigue du film est complexe et ouverte à de nombreuses interprétations, mais une version director's cut du film résout la plupart des interrogations que le spectateur peut avoir.
En juillet 2019, la société de distribution Carlotta Films ressort le film dans sa version Director's Cut. Un long dossier, accompagné d'un entretien avec Richard Kelly, fut publié dans La Septième Obsession, pour l'occasion.
Le film évoque Donald « Donnie » Darko, un adolescent en marge, intelligent mais perturbé. Il a un ami imaginaire, Frank, un lapin géant au visage effrayant. Lorsque, par miracle, Donnie échappe à la mort, Frank lui annonce que la fin du monde adviendra dans exactement 28 jours, 6 heures, 42 minutes et 12 secondes.

## Synopsis
L’histoire se situe dans la ville fictive de Middlesex, en Iowa pendant la campagne présidentielle de 1988. Donald « Donnie » Darko est un adolescent intelligent, bien que perturbé émotionnellement, souffrant de somnambulisme et d'hallucinations, et pris en charge par une psychiatre. La nuit du 2 octobre, un réacteur d’avion de ligne s'écrase dans sa chambre. Cet événement est à la base de l’intrigue du film, car il entraîne l’altération de l’espace et du temps de ce monde. Donnie échappe en effet à la mort en obéissant à une voix dans sa tête qui lui ordonne de quitter sa chambre. La voix est celle de Frank, un ami imaginaire, qui ressemble à un lapin humanoïde et lui prédit que la fin du monde interviendra dans 28 jours, 6 heures, 42 minutes et 12 secondes.
Frank pousse Donnie à accomplir plusieurs actions, qui provoquent une chaîne d’événements qui aboutiront au dénouement : il inonde ainsi son lycée, ce qui lui ouvre l’opportunité de flirter avec une nouvelle camarade de classe : Gretchen Ross. Il s’intéresse au voyage dans le temps et découvre grâce à son professeur de sciences le livre La philosophie du voyage dans le temps dont l’auteur est une ermite centenaire connue sous le nom de « Grand-mère-la-mort ».
Alors que Donnie et Gretchen vont au cinéma voir Evil Dead, Gretchen s’endort et Frank apparaît à Donnie. Il se révèle être un adolescent de son âge dont l’œil droit est crevé. Le même œil que celui qu’avait visé Donnie de son couteau lors d’une précédente « hallucination consciente ». Frank montre un portail temporel à Donnie, et lui ordonne d’incendier la maison de Jim Cunningham, un « coach de la motivation », qui était intervenu dans son lycée, et dont la théorie simpliste sur la division du monde entre la peur et l’amour avait consterné Donnie. L’incendie entraîne la découverte d’une cachette pédophile et l’arrestation de Cunningham.
Donnie voit des formes tentaculaires à l’aspect liquide sortir de la poitrine des gens qui l’entourent, et qui indiquent les endroits où ils se rendront dans un futur proche. Il suit son propre tentacule jusqu’à la chambre de ses parents et aboutit à leur pistolet, caché dans une armoire, dont il s’empare.
Le 29 octobre, soit 27 jours après la prédiction de Frank, la mère de Donnie amène sa plus jeune sœur à Los Angeles pour participer à un concours de danse.
À la suite de ce déplacement (indirectement induit par l'incendie déclenché par Donnie, car la mère de Donnie remplace Kittie, la professeur qui aurait dû les accompagner si elle n'avait pas pris la tête d'un groupe de soutien à Jim Cunningham à la suite des accusations de pédophilie), sa sœur aînée profite de l'absence de ses parents pour fêter son entrée à Harvard. Mais au cours de cette soirée costumée, Donnie est frappé d’une nouvelle hallucination et entraîne Gretchen et deux autres amis chez « Grand-mère-la-mort ». Entrés par le cellier, ils sont attaqués par deux camarades de classe qui cambriolaient la maison de la grand-mère, cette nuit-là. Une bagarre s’ensuit. Une voiture arrive au loin, faisant déguerpir les deux assaillants, et Gretchen restée au sol se fait rouler dessus par le véhicule. En sort le petit ami de la sœur de Donnie : Frank. Ce même Frank qu’il voyait lors de ses hallucinations. Il porte le costume de lapin que Donnie a toujours vu porter mais il a enlevé son masque. Alors Donnie sort l’arme de ses parents et lui tire une balle dans l'œil droit.
Minuit est passé, la boucle semble bouclée. C’est le jour de la fin du monde, annoncé par Frank que Donnie ne reverra plus.
Il transporte Gretchen jusque chez lui puis la conduit sur la montagne surplombant Middlesex en voiture à l’endroit où commence le film lors de sa première crise de somnambulisme. Depuis la colline, il assiste à la formation d’un portail temporel sous la forme d’une tornade. Un avion s’y dirige : c’est celui de sa mère et de sa sœur qui reviennent de son concours de danse. L’avion perd un réacteur dans la tornade, le même que celui qui s’est écrasé 28 jours plus tôt dans la chambre de Donnie.
Le film s’achève par un retour dans le temps, qui ramène l'action le matin du jour de la chute du réacteur. Tous les personnages concernés directement ou indirectement par la décision de Donnie se réveillent en ayant fait le même cauchemar : l'histoire qui vient de se dérouler. La psychiatre se réveille en sursaut ; Frank est dans sa chambre avec un prototype de masque de lapin pour Halloween, se touchant l’œil droit inconsciemment ; Jim Cunningham pleure dans sa chambre ; les autres personnages eux aussi ont des impressions de déjà-vu. Quant à Donnie, il a choisi de rester dans son lit, s'offrant à une mort certaine, en sachant que son décès sauvera la vie de plusieurs personnes (Frank, Gretchen, sa mère et sa petite sœur) car il connaît l'avenir dramatique qui se prépare s'il survit à cet accident. Son corps sans vie est transporté dans une ambulance, alors que Gretchen passe devant la maison de celui qu’elle n’a jamais connu. Un garçon lui explique ce qui s'est passé et, alors qu'elle échangea un regard avec la mère de Donnie, les deux se font signe.

## Fiche technique
- Titre original et français : Donnie Darko
- Réalisation et scénario : Richard Kelly
- Musique : Michael Andrews
- Décors : Alec Hammond
- Costumes : April Ferry
- Photographie : Steven B. Poster
- Montage : Sam Bauer et Eric Strand
- Production : Adam Fields et Sean McKittrick
- Sociétés de production : Flower Films ; Adam Fields Productions et Gaylord Films (coproductions)
- Sociétés de distribution : Newmarket Films (États-Unis) ; Metropolitan FilmExport (France)
- Budget : 4,5 millions de dollars[2]
- Pays de production :  États-Unis
- Langue originale : anglais
- Format : couleur — 2,35:1 — 35 mm — son Dolby Digital
- Genre : fantastique
- Durée : 113 minutes ; 133 minutes (version Director's cut)
- Dates de sortie : 
  - États-Unis : 26 octobre 2001 (sortie limitée) ; 2 juin 2004 (sortie limitée, version Director's cut)
  - France : 30 janvier 2002 ; 24 juillet 2019 (reprise en salles, version director's cut[3], restauration 4K)
  - Belgique : 17 avril 2002

- Classification :
  - États-Unis : R
  - France : tous publics
  - Australie : M

## Distribution

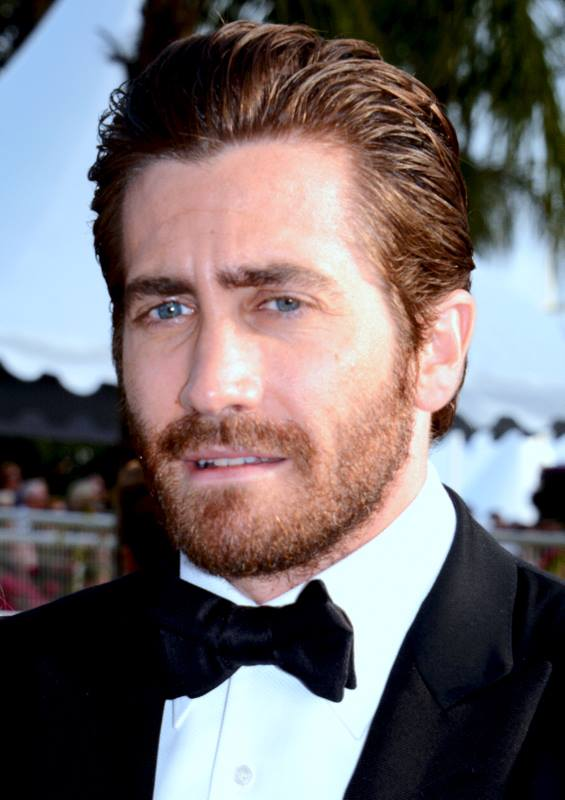
Jake Gyllenhaal au Festival de Cannes 2015.

- Jake Gyllenhaal (VF : Emmanuel Curtil) : Donald « Donnie » Darko
- Jena Malone (VF : Sylvie Jacob) : Gretchen Ross
- Drew Barrymore (VF : Virginie Ledieu) : Mme Karen Pomeroy
- Mary McDonnell (VF : Tania Torrens) : Rose Darko, la mère de Donnie
- Katharine Ross (VF : Frédérique Tirmont) : Dr Lilian Thurman
- Patrick Swayze (VF : Michel Vigné) : Jim Cunningham
- Noah Wyle (VF : Éric Missoffe) : Dr Kenneth Monnitoff
- Holmes Osborne (VF : Hervé Jolly) : Eddie Darko, le père de Donnie
- Maggie Gyllenhaal (VF : Nathalie Bienaimé) : Elizabeth Darko, la sœur ainée de Donnie
- Daveigh Chase : Samantha Darko, la petite sœur de Donnie
- James Duval (VF : Bruno Dubernat) : Frank
- Arthur Taxier : Dr Fisher
- David St. James : Bob Garland
- Jazzie Mahannah (VF : Zoé Bettan) : Joanie James
- Jolene Purdy : Cherita Chen
- Stuart Stone : Ronald Fisher
- Gary Lundy : Sean Smith
- Ashley Tisdale : Kim
- Beth Grant (VF : Colette Venhard) : Kitty Farmer
- Alex Greenwald : Seth Devlin
- Patience Cleveland (en) : Roberta Sparrow
- Seth Rogen (VF : Olivier Cordina) : Ricky Danforth
- Mark Hoffman : l'officier de police
- Tom Tangen : l'homme au survêtement de sport rouge
- Jerry Trainor : l'étudiant dégingandé

 Source et légende : version française (VF) sur RS Doublage et AlloDoublage

## Production

### Écriture du scénario

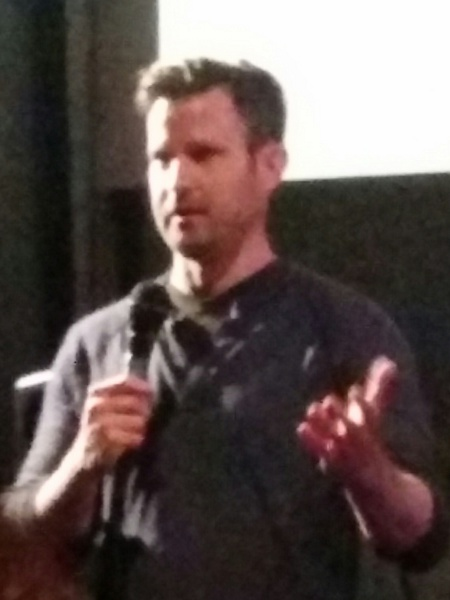
Le réalisateur et scénariste Richard Kelly.

L'idée du film est née fin 1997, lorsque Richard Kelly, âgé de 22 ans, était diplômé de l'USC School of Cinematic Arts de Los Angeles. Tout en gagnant de l'argent en tant qu'assistant d'un client dans une maison de post-production, il réfléchit à son avenir et décide d'écrire son premier scénario de long-métrage. Au début, cette tâche a effrayé Kelly car il ne voulait pas produire quelque chose de mauvaise qualité. Ce n'est qu'en octobre 1998 que Kelly a estimé que le moment était venu d'écrire un scénario et a écrit Donnie Darko en 28 jours, soit la même période que le film. La période de l'année a influencé Kelly à placer le film autour d'Halloween.
Kelly a entrepris d'écrire quelque chose d'« ambitieux, personnel et nostalgique » sur les années 1980 qui « a repoussé les limites en combinant la science-fiction avec un conte sur le passage à l'âge adulte »,. Le New York Times s'est penché sur l'aspect histoire du passage à l'âge adulte des années 1980 en observant l'influence de John Hughes notant les adultes « inefficaces » et le fait que « la souffrance de Donnie est un moyen de le rendre plus sensible ». Kelly a résumé que le scénario devait être « un souvenir amusant et poignant de l'Amérique suburbaine à l' époque Reagan ». Il a rappelé un reportage qu'il avait lu quand il était enfant, qu'il a ensuite qualifié de légende urbaine, à propos d'un gros morceau de glace tombant de l'aile d'un avion et s'écrasant dans la chambre d'un garçon, qui n'était pas là à ce moment-là et a ainsi échappé à la mort. Kelly a utilisé cela pour développer une première idée d'un moteur à réaction tombant sur une maison dont personne n'a pu déterminer l’origine. Il a ensuite construit le reste du scénario dans le but de résoudre le mystère de la fin tout en effectuant un « voyage des plus intéressants » pour y arriver, bien qu'à ce stade, il savait que l'avion devait être celui dans lequel se trouvait la mère de Donnie et venait d'une dimension différente,. À un moment donné, Kelly a envisagé de remplacer le moteur à réaction par un morceau de glace, comme il l'avait lu. Il a basé le concept du film sur le voyage dans le temps et les univers alternatifs en lisant Une brève histoire du temps de Stephen Hawking (dont on voit la couverture dans le film).
Kelly tenait absolument à ce que le film se déroule en 1988, pensant qu'il serait nouveau d'explorer cette époque et de dépeindre une société qu'il n'avait jamais vue dans un film auparavant. Plus tard, il a admis qu'il se sentait obligé de rendre le décor plus contemporain. Cependant, il ne parvenait pas à comprendre comment faire fonctionner l'histoire dans un tel contexte et a conservé le décor d'origine. Dans la première ébauche, Donnie se réveillait à l'origine dans un centre commercial plutôt que sur un terrain de golf. Kelly a eu des idées sur les expériences de Donnie en matière de schizophrénie paranoïde en faisant des recherches sur le sujet en ligne. Il considérait qu'un trouble aussi vaste et difficile à définir était « un excellent moyen de fonder une histoire surnaturelle » au sens scientifique. La première ébauche comptait entre 145 et 150 pages, Kelly n'a pas modifié ce qu'il avait initialement écrit car il était conscient que s'arrêter pour le relire l'aurait amené à se remettre en question. Il l’a présenté au producteur Sean McKittrick, qui s'est rappelé « n'avoir jamais lu quelque chose de pareil auparavant », et a aidé à affiner le scénario tout en rendant l'histoire suffisamment compréhensible. Après que deux autres ébauches aient été rédigées, les deux hommes ont finalisé un scénario de 128 pages. Kelly a estimé que s'il avait clarifié davantage la fin du film, « le film s'effondrerait sous sa propre prétention », et a crédité McKittrick, Nancy Juvonen et Jake Gyllenhaal, qui, selon lui, étaient « agressifs » et « vocaux » en ne laissant pas là être une réponse simple à l’intrigue[pas clair].
Il existe des liens autobiographiques avec Kelly et le film, il a dit qu'il y avait « beaucoup de moi » dans le personnage de Donnie. Kelly a grandi à Midlothian, en Virginie, également une ville de banlieue, où une femme locale surnommée Grandma Death se tenait au bord de la route et ouvrait et fermait constamment sa boîte aux lettres. Kelly a également incorporé dans le récit le moment où il a failli écraser un sans-abri alors qu'il conduisait, des disputes avec ses professeurs d'école au sujet du programme et ses expériences personnelles de somnambulisme. Le mot « fuck-ass », utilisé dans la scène du dîner de famille Darko, était quelque chose que deux des amis de l'école de cinéma de Kelly utilisaient lors de leurs échanges occasionnels d'insultes. Frank devait être un lapin depuis le début, mais Kelly ne savait pas si le personnage provenait d'un rêve ou de son intérêt de longue date pour le roman animalier Les Garennes de Watership Down de Richard George Adams. Le roman devait être enseigné dans la classe d'anglais de Karen après que l'école ait censuré Graham Greene de son programme, mais il s'agissait d'une intrigue secondaire qui a été abandonnée dans la version sortie en salles mais incluse dans le director's cut,.

### Développement
Kelly savait que l'histoire complexe du film serait difficile à présenter aux producteurs sans scénario, il a donc demandé aux producteurs de la lire d'abord avant d'en discuter davantage avec eux. Tout en présentant le scénario, Kelly et McKittrick ont insisté pour que Kelly dirige le film, ce qui a gêné ses chances d'être repris. Kelly a rappelé que 1999 avait été une année de « réunion après réunion », qui se sont toutes terminées par un rejet, et a déclaré à ce stade le film « mort ». McKittrick a déclaré que Donnie Darko était « le scénario difficile en ville que tout le monde voulait faire, mais avait trop peur ».
Un tournant s'est produit lorsque les agents John Campisi et Rob Paris de la Creative Artists Agency se sont intéressés au scénario et ont signé avec Kelly. Kelly a déclaré que sa « mâchoire était sur le sol » face à cette offre inattendue, ce qui a considérablement augmenté les chances de faire tourner le film avec le cachet de l'agence sur le scénario. Cela a conduit à d'autres rencontres avec plusieurs personnalités éminentes, dont Francis Ford Coppola, Ben Stiller, William Horberg et Betty Thomas. La rencontre de Kelly avec Coppola a été particulièrement influente, car Coppola a attiré son attention sur l'une des répliques de Karen après son licenciement : « Les enfants doivent tout comprendre ces jours-ci, parce que les parents, ils n'en ont aucune idée » - et Kelly se souvient : « Il a glissé le classeur sur la grande table et a dit de façon très dramatique : 'C'est de cela que parle tout votre film ici ». Au début, Vince Vaughn s'est vu offrir le rôle de Donnie, mais il l'a refusé car il se sentait trop vieux pour le rôle. Mark Wahlberg a également été approché, mais il a insisté pour jouer Donnie en zozotant.

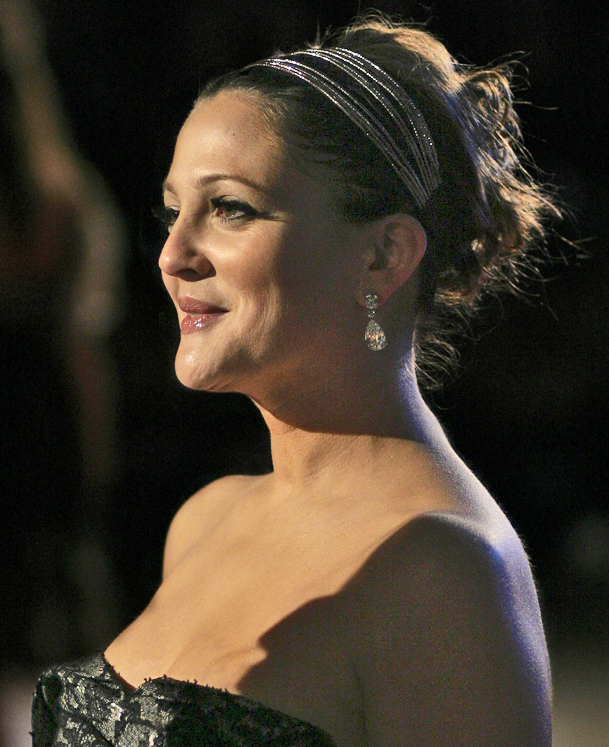
Drew Barrymore a accepté de financer la production par l'intermédiaire de sa société Flower Films.

Le développement a progressé au début des années 2000, lorsque l'acteur Jason Schwartzman a exprimé son intérêt pour le scénario et a accepté de jouer le rôle de Donnie ,,. Kelly a déclaré que ce moment l'a « légitimé en tant que réalisateur » et a rappelé que « tout d'un coup, les gens sont sortis du bois », il était « à nouveau vivant ». À cette époque, Pandora Cinema offrait un budget de production de 2,5 millions de dollars et l'agent de Schwartzman envoya le scénario à Nancy Juvonen, productrice et cofondatrice de Flower Films avec Drew Barrymore. Le duo a aimé le scénario et a voulu s'impliquer, ce qui a conduit Kelly et McKittrick à une rencontre avec les deux femmes en mars 2000 sur le tournage de Charlie et ses drôles de dames, que Barrymore tournait. Barrymore a accepté de jouer le rôle de Karen et Flower Films a accepté d'augmenter le budget à 4,5 millions de dollars,,,,. Kelly a considéré plus tard la somme comme le « strict minimum » pour faire le film.
Après avoir obtenu un soutien financier suffisant, la pré-production s'est accélérée et le tournage a été réservé pour l'été 2000 et prévu pour accueillir Barrymore, qui n'avait qu'une semaine de disponibilité. Cependant, en juillet, Schwartzman s'est retiré en raison de conflits d'horaire. Cela a conduit à une période « excitante » pour Kelly qui a rencontré plusieurs espoirs, dont Patrick Fugit et Lucas Black,. Jake Gyllenhaal, qui était à Los Angeles pour auditionner pour des rôles, a été « hypnotisé » par le scénario et s'est rappelé s'être arrêté sur le bord de la route pour finir de le lire. Le tournage devait commencer un mois plus tard, pendant lequel Kelly a travaillé avec Gyllenhaal pour modifier des parties de son dialogue. Gyllenhaal a eu « beaucoup de marge » pour incorporer ses propres idées, notamment en faisant ressembler sa voix à celle « d’un enfant parlant à sa couverture » lorsqu'il parle à Frank car il est une source de réconfort pour Donnie. Gyllenhaal a également eu l'idée de faire jouer sa vraie sœur Maggie dans le rôle d'Elizabeth Darko. L'audition de Jolene Purdy pour Cherita était la première de sa carrière . Kelly attribue à Juvonen le rôle déterminant dans l'adhésion de Noah Wyle et Patrick Swayze au casting.

### Conception
Kelly se souvient que plusieurs personnes lui avaient montré des dessins de ce à quoi Frank devrait ressembler, les décrivant comme un lapin de Pâques. Il voulait que Frank soit « dérangeant et animal ». Il a produit des croquis initiaux du visage de Frank et les a présentés au décorateur Alex Hammond, qui a ensuite réalisé des dessins de face et de côté du masque et des croquis du costume complet. Kelly a également déclaré que le roman Watership Down de 1972 était également l'inspiration de Frank. Le design a été confié à la costumière April Ferry qui a construit un costume de fourrure à partir de zéro et a embauché un sculpteur pour créer le sourire modifié de Frank. Kelly a insisté sur le fait que le visage de Frank devait déranger les gens et créer une réponse intense auprès du public. Le costume a été présenté pour la première fois aux acteurs et à l'équipe du lycée Loyola, peu de temps après le début du tournage. Même si James Duval portait le costume pour presque toutes les scènes, un réalisateur est intervenu pour le tournage initial. Kelly se souvient : « Tout le monde s'est tu [...] comme si c'était vraiment intense. Donc je savais que ça fonctionnait et j'ai ressenti un sentiment de soulagement »,. Kelly voulait que la voix de Frank sonne comme s'il parlait à travers un liquide et « avait le pouvoir de l'océan », et se souvient avoir passé beaucoup de temps avec le concepteur sonore pour obtenir l'effet sur la voix de Duval.
Il n'y avait pas assez d'argent dans le budget pour que Ferry puisse habiller tout le monde avec des vêtements des années 1980, alors elle a suggéré à Kelly que les élèves portent des uniformes scolaires. Kelly a accepté, estimant que cela aiderait à décrire l'idée de Donnie remettant en question la conformité et le système éducatif.
Kelly a choisi Steven Poster comme directeur de la photographie parmi une pile de CV et a noté que Poster avait tourné Traquée de Ridley Scott ; pour Kelly, cela signifiait « vous pouvez prendre votre retraite, vous y êtes parvenus ». Poster n'avait pas tourné de long métrage depuis deux ans et Kelly a dû le persuader d'accepter le poste moyennant des frais réduits. Poster a demandé à Kelly de décortiquer le scénario pour lui lors de leur première rencontre : « Nous avons lu chaque mot, chaque phrase, chaque page, chaque scène du film. Je lui ai demandé de me justifier pourquoi il voulait cela dans le film. Je voulais pouvoir me dire ce que chaque scène allait dire au public ». Bien que la tâche ait créé des disputes entre eux, une fois terminée, les deux hommes savaient exactement ce qui était nécessaire pour réaliser le film. La réputation de Poster et ses liens avec Panavision ont permis à Kelly de tourner avec « une quantité sans précédent » d'équipement de tournage de leur part à un prix réduit. Pour les prises de vue nocturnes, Kelly a montré à l'équipe des scènes de Peggy Sue s'est mariée pour sa « nostalgie idéalisée… brunie ». La cinématographie raffinée de Donnie Darko « crée un sentiment d'hyper-réalité, suggérant que tout n'est pas ce qu'il paraît ».
Le film a été annoncé au Festival du film de Sundance comme étant le premier à présenter des effets numériques importants. Kelly voulait les utiliser uniquement « lorsque cela est absolument nécessaire » et qu'ils soient liés à l'histoire, comme la barrière d'eau vue entre Donnie et Frank dans sa salle de bain. Les lances liquides qui émergent du torse des gens rappellent le tentacule d'eau de Abyss et peuvent être considérées comme une représentation de la psyché d'un personnage. Alternativement, ils démontrent « l'idée métaphysique de la prédestination », suggérant que Donnie est guidé, peut-être par Dieu. Kelly a eu l'idée du tableau à l'écran du commentateur de football américain John Madden pour illustrer les mouvements des joueurs lors d'une rediffusion. Par ailleurs, les lances apparaissent pour la première fois lorsque Donnie regarde un match de football à la télévision. L'inondation de l'école a été inspirée par un photomontage surréaliste de Scott Mutter, dans lequel un escalier roulant géant descend dans une mer agitée.

### Tournage

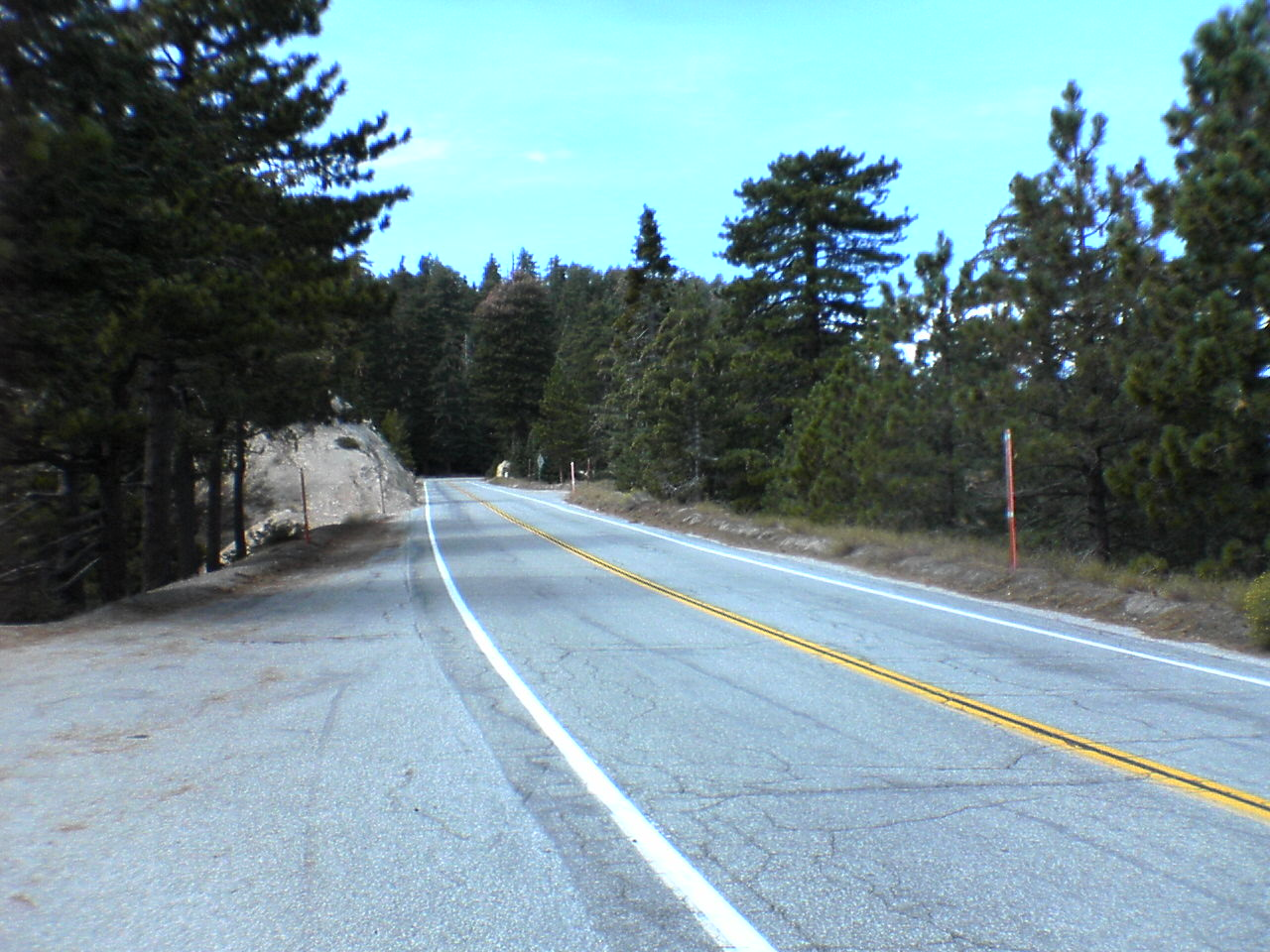
The Angeles Crest Highway

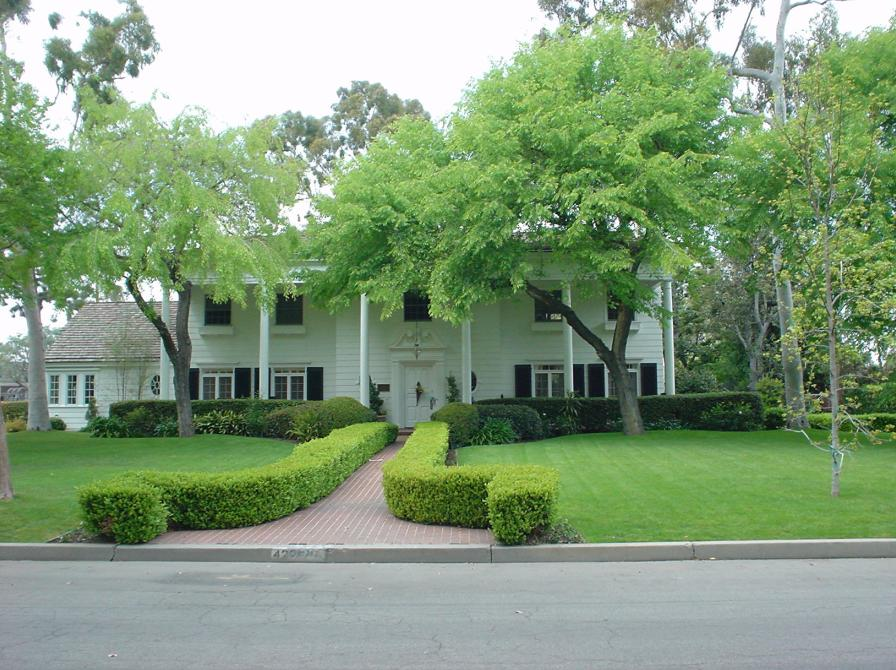
La maison des Darko à Los Cerritos à Long Beach.

Le tournage s'est achevé en 28 jours, soit la même durée que les événements du film, en juillet et août 2000. La majeure partie du film a été tournée à Long Beach, en Californie. Kelly n'était pas intéressé à tourner ailleurs parce qu'il voulait dépeindre une forte atmosphère de banlieue. La grève en cours des acteurs commerciaux avait créé une pénurie de travail, c'est pourquoi des acteurs et des membres d'équipe supplémentaires désireux de travailler à grande échelle ont été embauchés pour le film. Les scènes du terrain de golf ont été filmées au Virginia Country Club et les scènes de l'école ont été tournées au Loyola High School. La scène d'ouverture avec le réveil de Donnie a été la première à être filmée, il a été tourné au lever du soleil sur l'Angeles Crest Highway. Le fronton du cinéma a été tourné au Aero Theatre de Santa Monica. Kelly a perdu neuf kilos en raison du stress du tournage causé par un calendrier serré, en plus de la pression de se justifier auprès des autres qu'il pouvait diriger le film. Il a déclaré ouvertement aux acteurs qu'il était inexpérimenté et qu'il n'avait aucune idée de comment s'adresser à eux correctement, alors il leur a parlé comme s'ils étaient ses amis.
Le décorateur Alex Hammond a acheté le moteur à réaction utilisé dans le film pour 10 000 $. La scène où il tombe sur la chambre de Donnie a été réalisée en un seul plan. L'obus était monté au-dessus du décor et envoyé à l'aide d'un pistolet à air comprimé. Poster se souvient de personnes disant à Kelly que les moteurs à réaction ne tombent pas des avions, mais que pendant la production, une « pièce de moteur de la taille d'un lave-vaisselle » est tombée du moteur d'un Boeing 747 et a atterri sur une plage. Swayze s'est fait colorer les pointes de ses cheveux spécialement pour son rôle et les clips d'infopublicité ont été filmés dans son ranch.
L'objectif de Kelly était de « séduire le public » dès le premier plan du film. Il était attentif aux détails et a parlé à son coordinateur des transports pour s'assurer que toutes les voitures du film étaient spécifiques à une époque. Il voulait éviter de devenir « trop kitsch » avec le style et les costumes et conserver un style conservateur de la banlieue de Virginie. Les longs plans à l'école avec Head Over Heels ont d'abord mis en colère la production et les responsables hiérarchiques, qui pensaient que c'était « un clip vidéo indulgent » qui manquait de dialogue et ne faisait rien pour faire avancer l'histoire. En visionnant la séquence terminée, ils avaient changé d’avis. Kelly a chorégraphié l'action de la scène sur la chanson avant que les droits d'utilisation ne soient acquis. La scène de performance de Sparkle Motion était l'un des plans les plus difficiles pour Poster, qui a utilisé de la fumée pour donner l'impression que la lumière est là et pour obtenir des silhouettes des filles sur scène.
Le film a été tourné avec une caméra Panavision Panastar et au format anamorphosé, ce qui implique un tournage en grand écran sur un film standard 35 mm. Malgré ses revers et la nécessité d'avoir deux fois plus de lumière, Kelly était catégorique. L'affiche suggérait d'utiliser une pellicule Kodak 800 ASA, qui, selon les gens, avait l'air « terrible et granuleuse », mais il a convaincu les producteurs que l'anamorphose réduirait la quantité de travail avec des plafonniers bas qui étaient courants dans les lieux utilisés pour le tournage, car ils seraient coupés de la prise de vue. Le processus d'anamorphose a obligé Swayze à s'agenouiller pour certaines scènes afin de pouvoir s'intégrer dans l'image. Au début, Kelly a promis à Sam Bauer qu'il monterait son premier long métrage lorsqu'il en aurait l'occasion, mais Pandora Cinema n'était pas d'accord avec ce choix au départ. Kelly a rappelé que lui et McKittrick avaient dû « se battre comme un diable » pour intégrer Bauer, et finalement Pandora a accepté. Les effets de barrière d'eau ont été produits par Kelly Carlton pour 5 000 $.

### Musique
La bande originale du film a été composée par le musicien et auteur-compositeur de San Diego Michael Andrews. Kelly savait que le budget limité du film l'empêchait d'embaucher « Thomas Newman ou Danny Elfman » pour composer la musique du film. Il a donc décidé de chercher un compositeur qui se trouve être quelqu'un de « très jeune, affamé et vraiment talentueux ». Andrews a été recommandé par le frère de Juvonen, Jim.
La séquence d'ouverture du film se déroule sur The Killing Moon d'Echo & the Bunnymen. Le plan continu de l'introduction du lycée de Donnie met en évidence la chanson Head Over Heels de Tears for Fears. Le groupe de danse de Samantha, Sparkle Motion, se produit sur Notorious de Duran Duran. Lorsque la scène a été tournée à l'origine, le groupe a dansé sur West End Girls de Pet Shop Boys. Cependant, les droits sur la chanson n'ont pas pu être obtenus pour la sortie finale. Under the Milky Way de The Church est joué après que Donnie et Gretchen sortent de sa chambre pendant la fête. Love Will Tear Us Apart de Joy Division apparaît également dans le film de manière diégétique pendant la fête et des plans de Donnie et Gretchen à l'étage. Bien que le film se déroule en 1988, la version jouée n'est sortie qu'en 1995. Dans la director's cut, la musique de la séquence d'ouverture est remplacée par Never Tear Us Apart d'INXS, Under the Milky Way est déplacé vers la scène de Donnie et Eddie rentrant chez eux après la réunion de Donnie avec son thérapeute et The Killing Moon est joué alors que Gretchen et Donnie reviennent à la fête depuis la chambre des parents de Donnie.
La séquence de fin du film présente une reprise au piano de Mad World du groupe de new wave anglais Tears for Fears, chantée par le musicien américain Gary Jules, un ami d'école d'Andrews. En 2003, la reprise de Mad World est sortie en tant que single et s'est classé à la première place des charts au Royaume-Uni pendant trois semaines, qui lui a permis d'être numéro un à Noël sur le territoire britannique cette année-là.

### Liste des titres
Une édition deux CD de la bande originale a été publiée en 2004 au Royaume-Uni. Le second correspond à l'album préexistant et au travail de Michael Andrews.
CD1
1. Never Tear Us Apart par INXS – 3:04
2. Head over Heels par Tears for Fears – 4:16
3. Under the Milky Way par The Church – 4:58
4. Lucid Memory par Sam Bauer et Gerard Bauer – 0:46
5. Lucid Assembly par Gerard Bauer et Mike Bauer – 0:52
6. Ave Maria de Caccini par Giulio Caccini and Paul Pritchard – 2:57
7. For Whom The Bell Tolls par Steve Baker et Carmen Daye – 3:12
8. Show Me (Part 1) par Quito Colayco et Tony Hertz – 2:05
9. Notorious par Duran Duran – 4:00
10. Stay par Oingo Boingo – 3:38
11. Love Will Tear Us Apart par Joy Division – 3:23
12. The Killing Moon par Echo & The Bunnymen – 5:55
13. Mad World par Michael Andrews et Gary Jules (reprise de Tears for Fears) – 3:03

CD2
1. Carpathian Ridge – 1:35
2. Tangent Universe – 1:50
3. Artifact & Living – 2:30
4. Middlesex Times – 1:30
5. Manipulated Living – 2:00
6. Philosophy of Time Travel – 2:02
7. Liquid Spear Waltz – 1:28
8. Gretchen Ross – 0:51
9. Burn It to the Ground – 1:58
10. Slipping Away – 1:17
11. Rosie Darko – 1:25
12. Cellar Door – 1:00
13. Ensurance Trap – 3:11
14. Waltz in the 4th Dimension – 2:46
15. Time Travel – 2:57
16. Did You Know Him? – 1:46
17. Mad World – 3:03
18. Mad World [Alternate Mix] – 3:41

## Sortie et accueil

### Sortie en salles

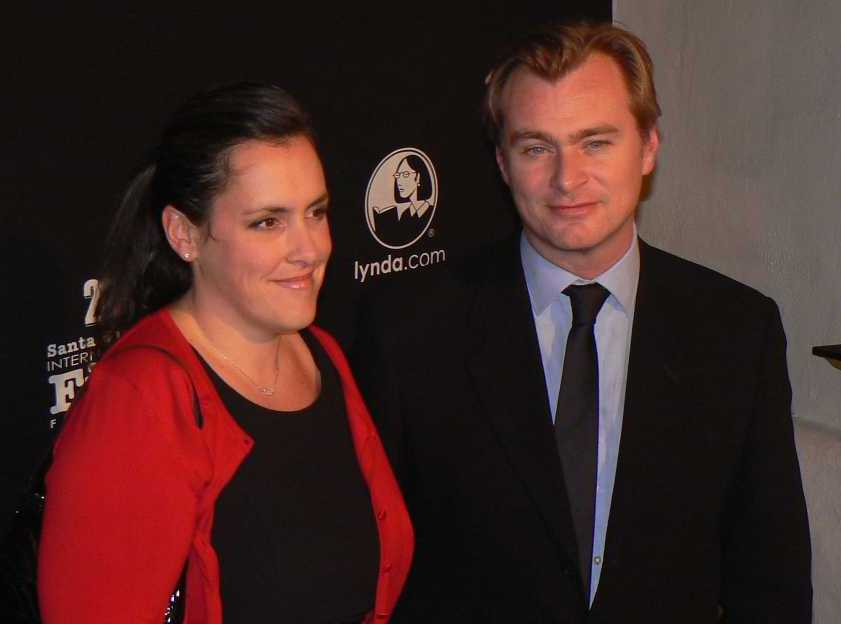
Kelly cite Christopher Nolan et sa femme Emma Thomas comme ayant joué un rôle déterminant dans l'obtention d'une sortie en salles.

Donnie Darko a été présenté en première au festival du film de Sundance à Park City, dans l'Utah, le 19 janvier 2001. Kelly a déclaré qu'il avait fallu environ six mois pour obtenir une sortie en salles. À un moment donné, il était sur le point d'avoir une diffusion sur le réseau de télévision par câble et satellite premium Starz. Donnie tirant avec une arme à feu est devenu l'un des plus gros problèmes de Kelly lors de sa recherche d'un distributeur, car le massacre du lycée de Columbine en 1999 a soulevé des inquiétudes quant au film faisant la promotion du suicide chez les adolescents. Les chansons sous licence du film présentaient également des problèmes car elles n'avaient pas encore été payées, et risquaient d'être supprimées pour une diffusion à grande échelle. Il a également été conseillé à Kelly de couper 30 minutes du film. Malgré les problèmes, Newmarket Films a accepté d'acheter le film et d'organiser une sortie en salles dans le cadre d'un accord de service avec IFC Films. Kelly a impliqué Barrymore dans les négociations et s'est souvenue de l'avoir amenée à « supplier » Newmarket pour un accord, qui avait initialement envisagé une sortie directe en vidéo pour cela. Kelly remercie Christopher Nolan et sa femme Emma Thomas d'avoir conclu l'accord, après que le producteur de Memento, Aaron Ryder, ait organisé une projection privée de Donnie Darko pour les dirigeants de Newmarket Chris Ball et Will Tyrer et encouragé les deux hommes à le distribuer.
Une fois l'accord conclu, l'équipe a passé l'été 2001 à revoir le film. Ryder a déclaré qu'il s'agissait de remettre le film « dans la meilleure forme possible », mais a rappelé la difficulté de la tâche. Cela impliquait une journée supplémentaire de tournage pour clarifier certains trous de l'intrigue, comme la suggestion de Ryder d'inclure des plans de Frank dans la séquence Mad World. Nolan et Thomas ont conseillé à Kelly d'insérer des cartons tout au long du film pour détailler les événements menant au 30 octobre 1988, ce qu'il a fait,.
Donnie Darko est sorti en salles le 26 octobre 2001 aux États-Unis, étant diffusé jusqu'à 58 salles sur le territoire américain durant toute son exploitation, après une première qui a eu lieu au Grauman's Egyptian Theatre à Hollywood,. Le film a rapporté 110 494 $ lors de son week-end d'ouverture, se classant au 34e rang au box-office. Le film est sorti six semaines après les attentats du 11 septembre et sa bande-annonce présentait un accident impliquant un avion, ce qui affectait ses chances de succès au box-office. Kelly a déclaré que le film n'était pas « attirant pour les gens dans ce chapitre émouvant et très profondément traumatisant de notre histoire »,. Le président de Newmarket, Bob Berney, a déclaré que « l'ambiance sombre et le timing » étaient la cause de l'échec du film au box-office et que les critiques n'ont pas réussi à comprendre ou à accepter le film pour ce qu'il est, ajoutant que « l'ambiance s'est infiltrée dans tout ». Lorsque sa diffusion en salles s'est terminée le 11 avril 2002, le film avait rapporté 517 375 $,. Avec les nombreuses ressorties en salles, il a rapporté 7,6 millions de $ bruts dans le monde entier, dont 1,4 million sur le territoire américain, récupérant ainsi son budget. Malgré sa mauvaise diffusion initiale au box-office, le film a attiré une base de fans dévoués et a gagné le statut de film culte. Après sa diffusion en vidéo personnelle en mars 2002, le Pioneer Theatre de New York a commencé des projections à minuit de Donnie Darko qui ont duré vingt-huit mois consécutifs.
En octobre 2002, le film est sorti au Royaume-Uni, ce qui a suscité un regain d'intérêt critique et commercial pour le film. Il a vendu 300 000 billets au cours des six premières semaines suivant sa sortie, principalement grâce au bouche-à-oreille et a rapporté l'équivalent de 2,5 millions de dollars lors de sa diffusion en salles. Son distributeur britannique Metrodome Distribution a organisé They Made Me Do It, une exposition d'art qui a duré 28 jours au café-bar Dream Bags Jaguar Shoes dans le quartier Shoreditch à Londres. Le projet a impliqué plusieurs graffeurs qui ont eu 6 heures, 42 minutes et 12 secondes pour réaliser une œuvre inspirée du film.
En France, le film, distribué par Metropolitan Filmexport, sort dans 107 salles le 30 janvier 2002 et totalise 43 889 entrées la semaine de sa sortie, qui lui permet d'atteindre la 12e place du box-office. Il finit son exploitation avec 73 275 entrées. Le film ressort en salles en juillet 2019 dans une version restaurée en 4K et distribué par Carlotta Films, totalise plus de 18 000 entrées.

## Commentaires

### Explication et interprétations de l'intrigue
Le réalisateur Richard Kelly donne son explication de l'histoire dans les commentaires du DVD et dans plusieurs interviews. Selon lui, le 2 octobre à minuit, un « univers tangent » se sépare de l'univers normal au moment où Donnie est appelé pour la première fois par Frank, immédiatement avant l'arrivée du réacteur. Cet univers, instable par nature, s'arrêtera inévitablement dans moins de six semaines et détruira l'« univers premier » si l'élément perturbateur, à savoir l'arrivée du réacteur, n'est pas corrigé. Le rôle de Donnie (le « Living Receiver ») est d'assurer la fermeture de l'« univers tangent », et reçoit pour cette tâche certains pouvoirs surnaturels. Ceux qui meurent ou qui vont mourir dans l'« univers tangent », les « Manipulated Dead », peuvent guider et assister Donnie pour que sa mission soit une réussite. Frank lui apparaît ainsi à plusieurs reprises, tandis que Gretchen va influencer le choix final de Donnie. Les autres personnages — « Manipulated Living » — savent inconsciemment ce qui se passe et poussent Donnie à fermer l'« univers tangent ». La nature exacte de Frank (hallucination ? apparition divine ? prémonition ? etc.) reste énigmatique.
À la fin du film, Donnie se retrouve au premier jour dans sa chambre et attend le sourire aux lèvres la chute du réacteur. On peut supposer que conscient de l'existence qu'il pourrait mener pendant 28 jours dans l'univers parallèle, il se sacrifie pour assurer la venue d'un univers où survivent Frank, sa mère, sa sœur et sa petite amie Gretchen. Dans cette optique, la fin serait alors à rapprocher de celle de la Bible, où Jésus, le Messie, se sacrifie pour sauver l'humanité de ses péchés, et ainsi de l'enfer,,. D'ailleurs, il arrive que certains schizophrènes fassent des psychoses religieuses au cours desquelles ils s'inventent une mission divine.
Le site web officiel du film éclaire certaines zones d'ombre sur l'histoire et révèle ce qui arrive à plusieurs personnages de l'« univers premier », une fois corrigé. Le film en lui-même laisse ouverte la possibilité que toute l'histoire se déroulant dans l'« univers tangent » soit en fait une hallucination ou un rêve du héros, lequel est considéré comme un schizophrène paranoïde par son psychiatre.

### Autour du film
- Le « linguiste célèbre » qui a écrit que « cellar door » (porte de cellier) est considéré par certains comme l'un des plus beaux mots (sinon le plus beau) de la langue anglaise, est en réalité le célèbre philologue J. R. R. Tolkien (dans sa conférence L'Anglais et le Gallois) ; bien que Richard Kelly dise dans un commentaire qu'il s'agit d'Edgar Allan Poe.
- Graham Greene, écrivain auteur du roman Les Destructeurs cité dans le film, est né un 2 octobre, Donnie voit Frank pour la première fois la nuit d'un 2 octobre.
- Ce même Graham Greene est confondu avec Lorne Greene, héros de la série Bonanza, par Kittie lors de la réunion des parents d'élève.
- La version présentée au Festival du film de Sundance en janvier 2001, qui durait 165 minutes, est très proche de la version dite Director's cut[57].
- Il s'agit du premier film dans lequel joue Seth Rogen, connu grâce aux films 40 ans, toujours puceau et En cloque, mode d'emploi notamment.
- C'est également la première apparition d'Ashley Tisdale (dans le rôle de Kim), connue pour son interprétation de Sharpay Evans dans la trilogie High School Musical.

## Director's cut
Cette version étendue du film, sortie le 29 mai 2004 à Seattle lors du Seattle International Film Festival, ajoute vingt minutes de scènes supplémentaires, des extraits du livre The Philosophy of Time Travel, et change l'ordre de plusieurs musiques.

## Suite
Une suite à cette histoire a été tournée. Le film s'appelle Donnie Darko 2 : L'Héritage du sang (S. Darko), sorti directement en vidéo en 2009. Daveigh Chase reprend le rôle de Samantha Darko qui est cette fois le personnage principal.